# Pogonostoma fleutiauxi
Pogonostoma fleutiauxi is een keversoort uit de familie van de loopkevers (Carabidae). De wetenschappelijke naam van de soort is voor het eerst geldig gepubliceerd in 1905 door W. Horn. De soort werd genoemd naar de Franse entomoloog Edmond Fleutiaux.